# Skakaonica Košutnjak
Skakaonica Košutnjak – historyczna skocznia narciarska znajdująca się w Belgradzie.

## Historia
Początkowo skocznia służyły głównie dla rozrywki ówczesnych mieszkańców stolicy Jugosławii. W roku 1956 odbyły się tu najbardziej prestiżowe zawody w historii obiektów. Podczas mistrzostw Jugosławii, w czasie treningu reprezentant gospodarzy Jože Zidar, pochodzący z dzisiejszej Czarnogóry uzyskał niesamowitą jak wtedy odległość 42 metrów. Rekord jednak nie został zatwierdzony. Następnego dnia, podczas zawodów Albin Rogelj, pochodzący z Belgradu skoczył 35,5 ustanawiając rekord skoczni, jednocześnie wygrywając te zawody.
W Belgradzie istniała jeszcze jedna skocznia narciarska, Skakaonica Avala.

## Obecnie
Dziś po skoczniach nie ma już śladu, za to na wzgórzu powstał piękny park rekreacyjny. Zimą stanowi on nie lada atrakcję dla amatorów narciarstwa.